# Narječja hrvatskog jezika
Narječja hrvatskog jezika su skupovi dijalekata kojima govore Hrvati ili kojima se govori u Hrvatskoj, a koji dijele zajedničke razvojne osobine. U jezičnoj hijerarhiji, narječja hrvatskog jezika podređena su hrvatskom jeziku, a nadređena dijalektima, mjesnim govorima i ideolektima.
Narječja hrvatskog jezika su:
- čakavsko narječje
- kajkavsko narječje
- štokavsko narječje

Ukupnost ovih triju narječja tvori govorni hrvatski jezik. Povjerenstvo za nematerijalnu baštinu Ministarstva kulture Republike Hrvatske 29. studenoga 2019. donijelo je Rješenje kojim se "Zlatna formula hrvatskoga jezika ča-kaj-što" proglašava kulturnim dobrom, te stavlja na štićenu Nacionalnu listu nematerijalne baštine.

## Nastanak i tijek razvoja hrvatskih narječja
U početku Hrvati su govorili jednim staroslavenskim jezikom koji se s vremenom diferencirao zbog zemljopisne razdvojenosti te vanjskih utjecaja na staroslavenski jezik Hrvata. Nakon nastanka hrvatskih narječja, ona su bila vrlo bliska te su se mogla okarakterizirati kao jedno narječje s tri zemljopisno-regionalna oblika: Panonsko-hrvatski, Primorsko-hrvatski i Dinarsko-hrvatski. Višestoljetna državna razdvojenost, zemljopisna odvojenost te vanjski utjecaji drugih jezika i narječja doprinijeli su povećavanju razlika između triju hrvatskih narječja te dovela do konačnog oblikovanja.
- Hrvatsko Čakavsko narječje

Nakon doseljenja Hrvata oko 626. godine na prostore današnje Hrvatske te Bosne i Hercegovine, Hrvati u Jadranskom primorju nailaze na ostatke romaniziranih starosjedioca koji se kao manjina postupno utapaju u hrvatskoj većini te utječu na staroslavenski jezik kojim su govorili Hrvati, čime se kao prvi zaseban hrvatski govor iz staroslavenskoga diferencira Čakavsko narječje hrvatskog jezika koje ubrzo nakon nastanka ulazi u staroslavenski jezik i tako nastaje prvi književni jezik Hrvata pod imenom hrvatska redakcija staroslavenskog jezika. Kako se čakavsko narječje prvotno formiralo među Hrvatima u Jadranskom primorju, od Istre do Dubrovnika nastali su različiti oblici ovoga narječja koje se može podijeliti u 6 dijalekata. Iz primorskih krajeva čakavština je znatno utjecala i na Hrvate u unutrašnjosti Dinarskoga gorja a ponegdje se je i direktno širilo u unutrašnjost. Najznačajnije širenje čakavštine iz priobalja u unutrašnjost ostvarili su hrvatski velikaši Frankopani koji su sa svojih matičnih prostora na otoku Krku preseljavali kmetove na mnogobrojne posjede koje su stekli u unutrašnjosti čime su direktno pridonosili širenju čakavštine, osobito je to izraženo na prostorima koncentracije njihovih posjeda po jugozapadnim i središnjim dijelovima srednjovjekovne Hrvatske. Kako su Turci s osvojenih prostora srednjovjekovne Bosne i Huma postupno okupirali unutrašnjost Hrvatske, čakavci su s rubnih ugroženih posjeda uglavnom izbjegli prema sigurnijim prostorima u Gradišću (Austrija), te prema Istri, priobalju i otocima koji su većinom bili pod Mletačkom vlašću. Mletačka vlast pokušavala je izvesti neuspješnu talijanizaciju Hrvata što je također utjecalo na konačno oblikovanje čakavštine.   
- Hrvatsko Kajkavsko narječje

Nešto kasnije od nastanka čakavštine u zapadnom dijelu Panonske nizine dolazi do ubrzane diferencijacije govora Panonskih Slavena iz staroslavenskog jezika koja zahvaća i Hrvate Posavske Hrvatske čime nastaje Kajkavsko narječje hrvatskog jezika koje svojim inovacijama također utječe na već formiranu hrvatsku redakciju staroslavenskoga jezika. Krajevi u kojima se formiralo kajkavsko narječje nalazili su se prvotno na sjeverozapadu hrvatskih zemalja koji je obuhvaćao prostor Posavske Hrvatske. Udaljavanje od drugih hrvatskih narječja zbilo se je u vrijeme kada su Turci osvojili dijelove kajkavskog govornog prostora u sjeverozapadnoj i zapadnoj Slavoniji te na Banovini, Pounju i sjevernom Kordunu, tada se je kajkavsko narječje našlo odvojeno od drugih srodnih hrvatskih narječja (čakavskoga i zapadnoštokavskoga), te je u daljnjem razvoju razmjenjivalo utjecaje sa srodnim Slovencima koji su također živjeli pod vlašču Habsburgovca, a pokušaji germanizacije i kasnije mađarizacije tijekom stoljeća pridonijeli su konačnom uobličavanju kajkavštine. 
- Hrvatsko Zapadnoštokavsko narječje

Naposljetku, pod utjecajem hrvatskog kajkavskog narječja i osobito hrvatskog čakavskog narječja na Hrvate u unutrašnjosti do tada relativno pošteđene jačega izvanjskog utjecaja na staroslavenski jezik dolazi do postupne diferencijacije Dinarskih Hrvata pri čemu nastaje Zapadnoštokavsko narječje hrvatskoga jezika.
Jedno od najgorih razdoblja za hrvatski narod je period kada dolazi i do međusobnog udaljavanja hrvatskih narječja, to je doba turskog imperijalnog širenja i okupacije većega dijela srednjovijekovnih Hrvatskih zemalja pri čemu se je čitav hrvatski zapadnoštokavski prostor našao na zaposjednutome području. 
Turci su na etnički očišćene rubne dijelove hrvatskog kajkavskog i čakavskog narječja te unutar hrvatskog zapadnoštokavskog prostora naseljavali nehrvatsko pučanstvo istočnoštokavskog narječja koje im je pomagalo pri okupaciji sudjelujući u takozvanim "martološkim" postrojbama i kasnije zadržavanju vlasti nad zaposjednutim hrvatskim zemljama. Pod višestoljetnom vlašću Turaka te međusobnim suživotom i utjecajem između hrvatskog zapadnoštokavskog narječja i nehrvatskog istočnoštokavskog narječja dolazi do postupnog ujednačavanja ova dva narječja u jedan veliki kompleksan dijasustav ili dijasistem, prilikom čega se hrvatsko zapadnoštokavsko narječje djelomice udaljava od srodnog čakavskog i kajkavskog narječja a istočnoštokavsko od srodnog torlačkog narječja te nastaje Štokavsko narječje hrvatskoga jezika.  I danas se unutar kompleksnoga štokavskoga narječnog dijasustava bez poteškoća prepoznaju hrvatski dijalekti i govori koji sadrže mnogobrojna isključivo Hrvatska i zapadnoštokavska svojstva koja imaju još samo čakavsko i kajkavsko narječje ali ne i drugi istočnoštokavski dijalekti.

## Genetska klasifikacija hrvatskoga jezika
- Hrvatski jezik ima tri narječja, iako je standardiziran na jednome od njih, nadogradnja mu je tronarječna, to jest sva tri narječja sudjeluju u nadogradnji njegove standardne osnove. Narječja hrvatskoga jezika su;
  - Čakavsko narječje hrvatskoga jezika rabi upitnu zamjenicu "Ča", ponegdje "Ća" i rjeđe "Ca", a sastoji se od sljedećih dijalekata;
    - Buzetski dijalekt ili Gornjomiranski (Prijelazni je čakavski govor, (specifičnog zatvorenoekavskog jata, ikavski u nenaglašenim pozicijama)
    - Sjevernočakavski dijalekt (Čakavski govor (e) ekavskog jata)
    - Srednjočakavski dijalekt (Čakavski govor sa svojstvima kajkavštine, mješovitog (i-e) ikavsko-ekavskog jata)
    - Jugozapadni istarski dijalekt (Čakavizirani prijelazni štokavsko-čakavski govor, (i) ikavskog jata)
    - Južnočakavski dijalekt (Čakavski govor, (i) ikavskog jata)
    - Lastovski dijalekt (Čakavski govor (i)je jekavsko-ijekavskog jata)

  - Kajkavsko narječje hrvatskoga jezika rabi upitnu zamjenicu "Kaj", ponegdje "Kej" i rjeđe "Ke", sastoji se od sljedećih dijalekata;
    - Zagorsko-međimurski dijalekt (Kajkavski govor mješovitog (ie,ei,ẹ) (i)jekavskog i specifičnog zatvorenoekavskog jata)
    - Križevačko-podravski dijalekt (Kajkavski govor pretežno (ei,ẹ) specifičnog zatvorenoekavskog jata)
    - Turopoljsko-posavski dijalekt (Kajkavski govor pretežno (ei,ẹ) specifičnog zatvorenoekavskog jata)
    - Donjosutlanski dijalekt (Kajkavizirani čakavski govor, pretežno (i) ikavskog jata)
    - Prigorski dijalekt (Kajkavizirani prijelazni čakavsko-kajkavski govor, mješovitog (i-e) ikavsko-ekavskog jata)
    - Goranski dijalekt (Kajkavizirani čakavski govor, pretežno (ii) ikavskog jata)

  - Štokavsko narječje hrvatskoga jezika rabi upitnu zamjenicu "Što", ponegdje "Šta" i rjeđe "Šća", a dijalekti i govori kojima se služe Hrvati ovoga narječja su;
    - Slavonski dijalekt (Staroštokavski arhaični šćakavski govor mješovitog (i,e,i-e, je) ikavsko-ekavskog i polujekavskog jata, prevladava ikavski, posjeduje i neke osobine kajkavskih i čakavskih govora)
    - Istočnobosanski dijalekt (Staroštokavski šćakavski dijalekt srodan prvobitnoj čakavštini, pretežno (i)je ijekavskog jata uz sporadično ikavske i ekavske oblike)
    - Zapadni dijalekt ili Dalmatinsko-bosanski (Novoštokavski govor (i) ikavskog jata, proizlazi iz slavonskog arhaičnog šćakavskog dijalekta te posjeduje znatna čakavska obilježja, vrlo je blizak s južnočakavskim govorima)
    - Novoštokavski jekavski dijalekt (Novoštokavski govor (i)je (i)jekavskog jata, Hrvati govore zapadnom verzijom ovoga dijalekta nekada klasificiranog kao Dubrovački dijalekt koja proizlazi iz staroštokavskog Istočnobosanskog šćakavsko-(i)jekavskog dijalekta te posjeduje znatne čakavske i ikavske osobine, dok je druga istočna varijanta ovoga dijalekta nehrvatska (i nešćakavska) i proizlazi iz staroštakavskog istočnog Zetskog (i)jekavskog dijalekta.

## Vanjske poveznice
[Institut za hrvatski jezik i jezikoslovlje, O hrvatskome jeziku]